# Emil Julius Gumbel
Emil Julius Gumbel, nemški matematik in politični pisec, * 18. julij, 1891, München, Nemčija, † 10. september 1966, New York, ZDA

## Delo
Skupaj z ameriškim fizikom in statistikom Leonardom Tippetom (1902 – 1985) in Ronaldom Aylmerjem Fisherjem (1890 – 1962) je postavil osnove teoriji ekstremnih vrednosti.
Bil je tudi mirovnik. Proučeval je številne politične umore.
Po njem se imenuje Gumbelova porazdelitev.